# The Singularity Is Near
The Singularity Is Near: When Humans Transcend Biology é um livro lançado por Raymond Kurzweil em 2005, uma atualização de The Age of Spiritual Machines (1999) e The Age of Intelligent Machines (1987). Assim como nas duas primeiras versões, nesse livro o autor tenta prever o que se espera de um futuro próximo. Lançou-se um documentário chamado Transcedent Man em 2009 em que se discute algumas ideias do livro.
A argumentação de Kurzweil se baseia na combinação de quatro postulados:
1. um ponto da evolução tecnológica conhecido como singularidade é um dos objetivos tangíveis da humanidade;
2. através de uma lei dos rendimentos acelerados, a tecnologia progride à singularidade em taxa exponencial;
3. a funcionalidade do cérebro humano é quantificável em termos de tecnologia que ele pode construir no futuro próximo;
4. avanços médicos poderiam manter uma quantidade significativa de sua geração viva o suficiente para que o aumento exponencial de tecnologia passe o processamento do cérebro humano.